# Cua cúm vàng
Cua cúm vàng, tên khoa học Matuta planipes, là một loài cua trong họ Matutidae. Đây là một loài cua nhỏ nhiều màu sắc với các chi dẹt. Matuta planipes, trái ngược với các loài cua khác, hít nước có chứa oxy qua khu vực gần hốc mắt của chúng. Loài cua này thích dành thời gian ban ngày để ẩn mình dưới một số loại bóng râm và chúng hoạt động tích cực hơn vào ban đêm.
Loài cua này xuất hiện nhiều ở các vùng biển nhiệt đới Ấn Độ Dương-Thái Bình Dương và Australia. Ngoài ra, chúng có sự phân bố rộng rãi kéo dài từ Biển Đỏ đến Nam Phi, Châu Á và Úc.